# Mugita Kazuyuki
Kazuyuki Mugita (sinh ngày 10 tháng 11 năm 1984) là một cầu thủ bóng đá người Nhật Bản.

## Sự nghiệp câu lạc bộ
Kazuyuki Mugita đã từng chơi cho Tokushima Vortis.